# Centre intégré de santé et de services sociaux
 (avril 2022).
Un centre intégré de santé et de services sociaux (CISSS) était, au Québec de 2015 à 2024, un organisme public chargé par le ministère de la Santé et des Services sociaux de prodiguer les soins et les services sociaux dans chacune des régions sociosanitaires de la province. Lorsque celui-ci était situé dans une région sociosanitaire où une université offre un programme pré-doctoral en médecine ou exploite un institut universitaire du domaine social, il pouvait obtenir la dénomination de centre intégré universitaire de santé et de services sociaux (CIUSSS). 
Les CISSS et CIUSSS ont été fusionnés dans Santé Québec le 1er décembre 2024 à l'occasion de l'entrée en vigueur du projet de loi 15.
Certaines régions sociosanitaires étaient desservies par plus d'un centre intégré de santé et de services sociaux alors que d'autres, bénéficiant d'un statut spécial, n'étaient desservies par aucun centre intégré de santé et de services sociaux. 
Les centres travaillaient étroitement avec les 4 universités abritant des facultés de médecine au Québec, soit l'Université Laval, l'Université McGill, l'Université de Montréal et l'Université de Sherbrooke. En conformité avec les règlements de la Loi canadienne sur la santé, les services offerts par les différents composants du système sont financés par des fonds publics. Par conséquent, ces services sont offerts gratuitement aux résidents du Québec qui sont détenteurs d'une carte d'assurance-maladie valide.

## Histoire
Le territoire du Québec a été divisé à partir de 1971 en un certain nombre de régions socio-sanitaires (RSS) et autant de Conseils régionaux de la santé et des services sociaux (CRSSS). Il y avait à l'origine douze régions socio-sanitaires. En 2021 on en compte 18.
L'Assemblée nationale du Québec a adopté, le 7 février 2015, la Loi modifiant l’organisation et la gouvernance du réseau de la santé et des services sociaux notamment par l’abolition des agences régionales (RLRQ, chapitre O-7.2) (LMRSSS). Depuis sa mise en application le 1er avril 2015, les centres de santé et services sociaux (CSSS) sont remplacés par les CISSS et CIUSSS.
L'adoption du projet de loi 15, la Loi visant à rendre le système de santé et de services sociaux plus efficace a créé l'agence Santé Québec, qui remplace les CISSS et les CIUSSS depuis le 1er décembre 2024,.

## Rôles
La LMRSSS a redéfini les rôles et responsabilités des centres intégrés de santé et de services sociaux. Les principaux sont les suivants : 
- Planifier, coordonner, organiser et offrir à la population de son territoire l’ensemble des services sociaux et de santé, selon les orientations et les directives ministérielles
- Garantir une planification régionale des ressources humaines
- Réaliser le suivi et la reddition de comptes auprès du ministère de la Santé et des Services sociaux en fonction de ses attentes
- Assurer la prise en charge de l’ensemble de la population de son territoire, notamment les clientèles les plus vulnérables
- Assurer une gestion de l’accès simplifié aux services
- Établir des ententes et des modalités avec les partenaires de son réseau territorial comme les médecins, les organismes communautaires, les entreprises d’économie sociale, les pharmacies et les autres ressources privées ainsi qu’avec d’autres établissements du réseau

## Services
Les CISSS et CIUSSS regroupent et intègrent notamment cinq types de services,. :
1. Centre hospitalier (CH) ou centres hospitaliers de soins généraux et spécialisés (CHSGS).
2. Centre d'hébergement et de soins de longue durée (CHSLD)
3. Centre local de services communautaires (CLSC)
4. Centre de protection de l'enfance et de la jeunesse (CPEJ)
5. Centre de réadaptation (CR)

## Régions sociosanitaires
Le ministère de la Santé et des Services sociaux sépare la province en 18 régions sociosanitaires qui ressemblent, mais ne sont pas identiques aux régions administratives québécoises :
- Bas-Saint-Laurent (01)
- Saguenay–Lac-Saint-Jean (02)
- Capitale-Nationale (03)
- Mauricie-et-Centre-du-Québec (04)
- Estrie (05)
- Montréal (06)
- Outaouais (07)
- Abitibi-Témiscamingue (08)
- Côte-Nord (09)
- Nord-du-Québec (10)
- Gaspésie–Îles-de-la-Madeleine (11)
- Chaudière-Appalaches (12)
- Laval (13)
- Lanaudière (14)
- Laurentides (15)
- Montérégie (16)
- Nunavik (17)
- Terres-Cries-de-la-Baie-James (18)

## Liste des centres
Les 34 établissements de santé, dont les 22 CISSS et CIUSSS, sont regroupés au sein de quatre Réseaux universitaires intégrés de santé (RUIS). Les RUIS sont organisés autour de trois centres universitaires francophones (Université de Montréal, Université Laval et Université de Sherbrooke) et d'un centre universitaire anglophone (Université McGill) qui a tout de même l'obligation d'offrir des services en français à la population. La mission des RUIS est entre autres de favoriser la concertation et la complémentarité des services au sein des établissements auxquels ils sont rattachés.

### Centres intégrés
Il existe 13 centres intégrés (CISSS) :
- Centre intégré de santé et de services sociaux des Îles
- Centre intégré de santé et de services sociaux des Laurentides
- Centre intégré de santé et de services sociaux de l'Outaouais
- Centre intégré de santé et de services sociaux de l'Abitibi-Témiscamingue
- Centre intégré de santé et de services sociaux de Laval
- Centre intégré de santé et de services sociaux de Lanaudière
- Centre intégré de santé et de services sociaux de Chaudière-Appalaches
- Centre intégré de santé et de services sociaux du Bas-Saint-Laurent
- Centre intégré de santé et de services sociaux de la Côte-Nord
- Centre intégré de santé et de services sociaux de la Gaspésie
- Centre intégré de santé et de services sociaux de la Montérégie-Centre
- Centre intégré de santé et de services sociaux de la Montérégie-Est
- Centre intégré de santé et de services sociaux de la Montérégie-Ouest

### Centres intégrés universitaires
Il existe 9 centres intégrés universitaires (CIUSSS). Ces centres fournissent divers services en santé et travaillent en collaboration avec les facultés de médecine des universités québécoises afin de répondre aux divers besoins de la région où ils sont situés :
- Centre intégré universitaire de santé et de services sociaux du Saguenay–Lac-Saint-Jean
- Centre intégré universitaire de santé et de services sociaux de la Capitale-Nationale
- Centre intégré universitaire de santé et de services sociaux de l'Estrie
- Centre intégré universitaire de santé et de services sociaux de la Mauricie et du Centre-du-Québec
- Centre intégré universitaire de santé et de services sociaux de l’Ouest-de-l’Île-de-Montréal
- Centre intégré universitaire de santé et de services sociaux du Centre-Ouest-de-l’Île-de-Montréal
- Centre intégré universitaire de santé et de services sociaux du Centre-Sud-de-l’Île-de-Montréal
- Centre intégré universitaire de santé et de services sociaux du Nord-de-l’Île-de-Montréal
- Centre intégré universitaire de santé et de services sociaux de l’Est-de-l’Île-de-Montréal

### Hors centre intégré (établissements non fusionnés)
Situés à Montréal et Québec, il existe 7 établissements dits « non fusionnés ». Ils sont tous de taille très importante et possèdent une expertise régionale ou nationale :
- Centre hospitalier de l'Université de Montréal (CHUM)
- Centre hospitalier universitaire Sainte-Justine (CHU-Sainte-Justine)
- Centre universitaire de santé McGill (CUSM)
- Institut de cardiologie de Montréal (ICM)
- Institut national de psychiatrie légale Philippe-Pinel (INPLPP)
- Centre hospitalier universitaire de Québec-Université Laval (CHU)
- Institut universitaire de cardiologie et de pneumologie de Québec (IUCPQ)

Il existe en outre 5 établissements desservant une population nordique et autochtone qui ne sont rattachés à aucun centre intégré :
- Centre local de services communautaires Naskapi (région sociosanitaire de la Côte-Nord)
- Centre régional de santé et de services sociaux de la Baie-James (région sociosanitaire du Nord-du-Québec)
- Conseil cri de la santé et des services sociaux de la Baie-James (région sociosanitaire des Terres-Cries-de-la-Baie-James)
- Centre de santé Inuulitsivik (région sociosanitaire du Nunavik)
- Centre de santé Tulattavik de l'Ungava (région sociosanitaire du Nunavik)